# Seengen
Seengen (schweizerdeutsch: ˈseːŋə) ist eine Einwohnergemeinde im Schweizer Kanton Aargau. Sie gehört zum Bezirk Lenzburg und liegt im Seetal am Nordende des Hallwilersees.

## Geographie
Das Zentrum des weit verzweigten Dorfes liegt rund einen Kilometer vom Seeufer entfernt am östlichen Rand des Seetals auf 450 m ü. M. Westlich davon gehört ein Teil der Ebene am Aabach zum Gemeindegebiet. Die Gemeindegrenze folgt teilweise dem Bachgraben und verläuft nur beim Schloss Hallwyl links vom Bach über das ansteigende Gelände Reid bis zur Dorfsiedlung von Boniswil hinauf. Die hügelige Landschaft rechts vom Aabach im Nordwesten des Gemeindegebiets ist teilweise von Wald bedeckt und weist in den Bachniederungen am Manzbach und am Schlattbach Feuchtgebiete auf. Die bewaldete Zone mit dem Flurnamen Schlatt ist ein kantonales Naturwaldreservat; dieses erstreckt sich als «Eichenwaldreservat Schlattwald» über eine Fläche von 56 Hektaren.
Die flache Landschaft rund um den Aabachlauf entstand über Jahrtausende durch Verlandung des alten Seeufers und steht unter Naturschutz. Die Riedflächen und Uferwälder sind ein Schutzgebiet von nationaler Bedeutung. Sie gehören zum Naturschutzgebiet Boniswiler-Seenger Ried, das als Flachmoor von nationaler Bedeutung und als Amphibienlaichgebiet von nationaler Bedeutung ausgewiesen ist. Das Gebiet ist auch ein Teil des Smaragd-Netzwerks und des Landschaftsschutzgebiets «Hallwilersee», das im Bundesinventar der Landschaften und Naturdenkmäler von nationaler Bedeutung (BLN) enthalten ist.
Im Südosten fällt der steile Berghang des Schlossrains, südlich von Schloss Brestenberg, direkt zum Seeufer ab. Der Abhang trägt Rebberge, die teilweise für den Bau von Ferienhäusern aufgegeben wurden.

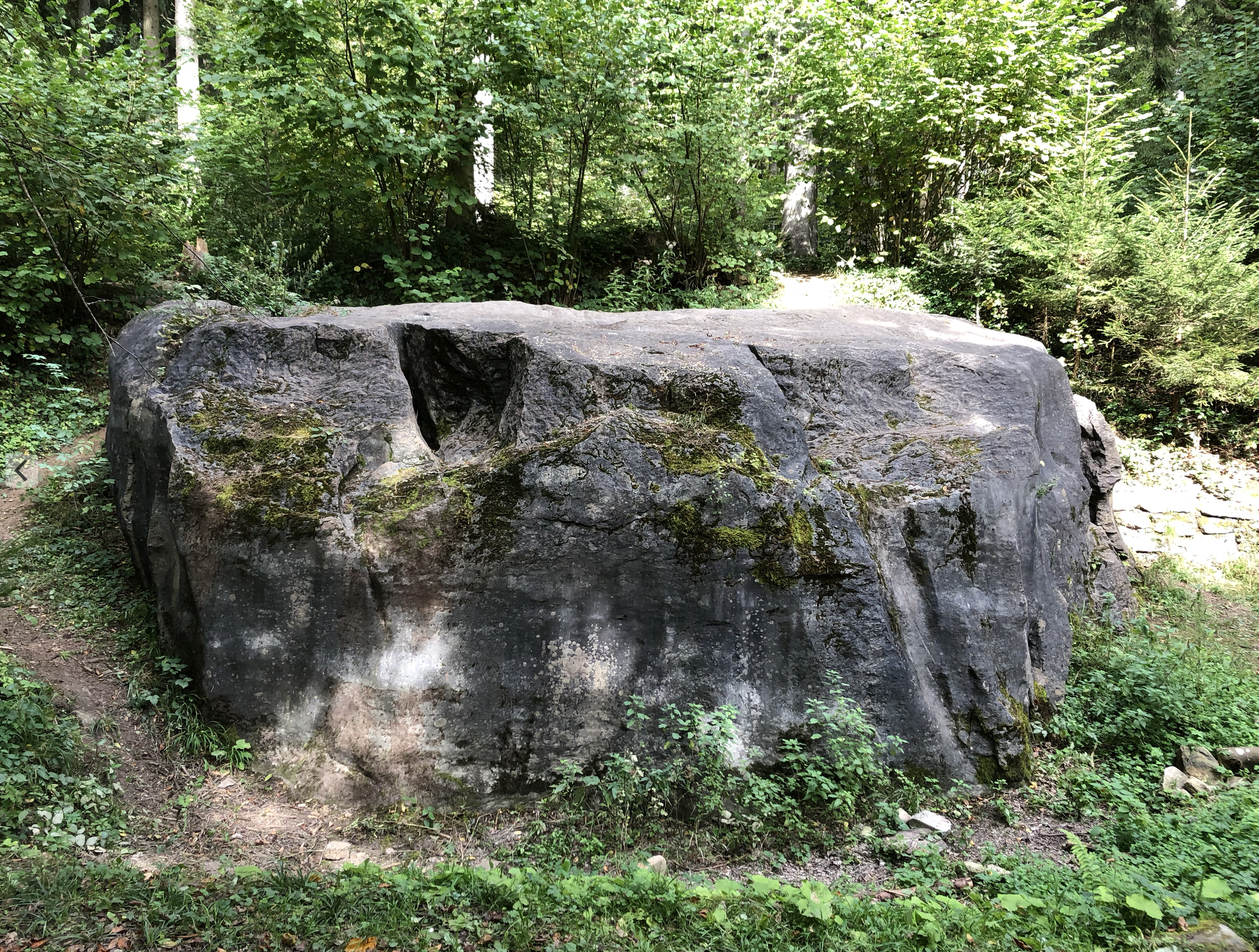
Der «Titistein» im Seenger Wald

Im Osten und Norden der Gemeinde erheben sich der Hügelzug des 712 Meter hohen Eichbergs, der zur Rietenberg-Kette gehört und die natürliche Grenze zum Bünztal im Osten bildet. Der obere Abschnitt der Hügel ist bewaldet. Zu Seengen gehören die Wälder Seemlewald, Wide, Guggenüll und Breiteloo. Etwas unterhalb der höchsten Stelle liegt der grosse Findling Titistein, ein Zeugnis der frühen Vergletscherung des Seetals im Eiszeitalter und einer der grössten Findlinge des Reussgletschers im Kanton Aargau.
Vom Berggebiet fliessen zahlreiche Bäche in das Seetal hinunter. Der Dorfbach von Seengen, der nahe beim Schloss Hallwyl in den Aabach mündet, treibt oberhalb des Dorfes eine 1837 gebaute Hammerschmiede an, die bis heute in betriebsfähigem Zustand ist.
Die Fläche des Gemeindegebiets beträgt 969 Hektaren, davon sind 317 Hektaren bewaldet und 142 Hektaren überbaut. Der höchste Punkt (712 m ü. M.) befindet sich auf dem Eichberg, der tiefste auf 441 m ü. M. am Ufer des Aabachs am Dreigrenzpunkt zu Hallwil und Seon.
Die Nachbargemeinden von Seengen sind Egliswil im Norden, Villmergen im Nordosten, Sarmenstorf im Südosten, Meisterschwanden im Süden, Boniswil im Südwesten, Hallwil im Westen und Seon im Nordwesten.

## Geschichte
In der Jungsteinzeit, vor rund 5000 Jahren, lebten Menschen am Ufer des Hallwilersees (siehe u. a. Meisterschwanden–Erlenhölzli und Beinwil am See–Ägelmoos).

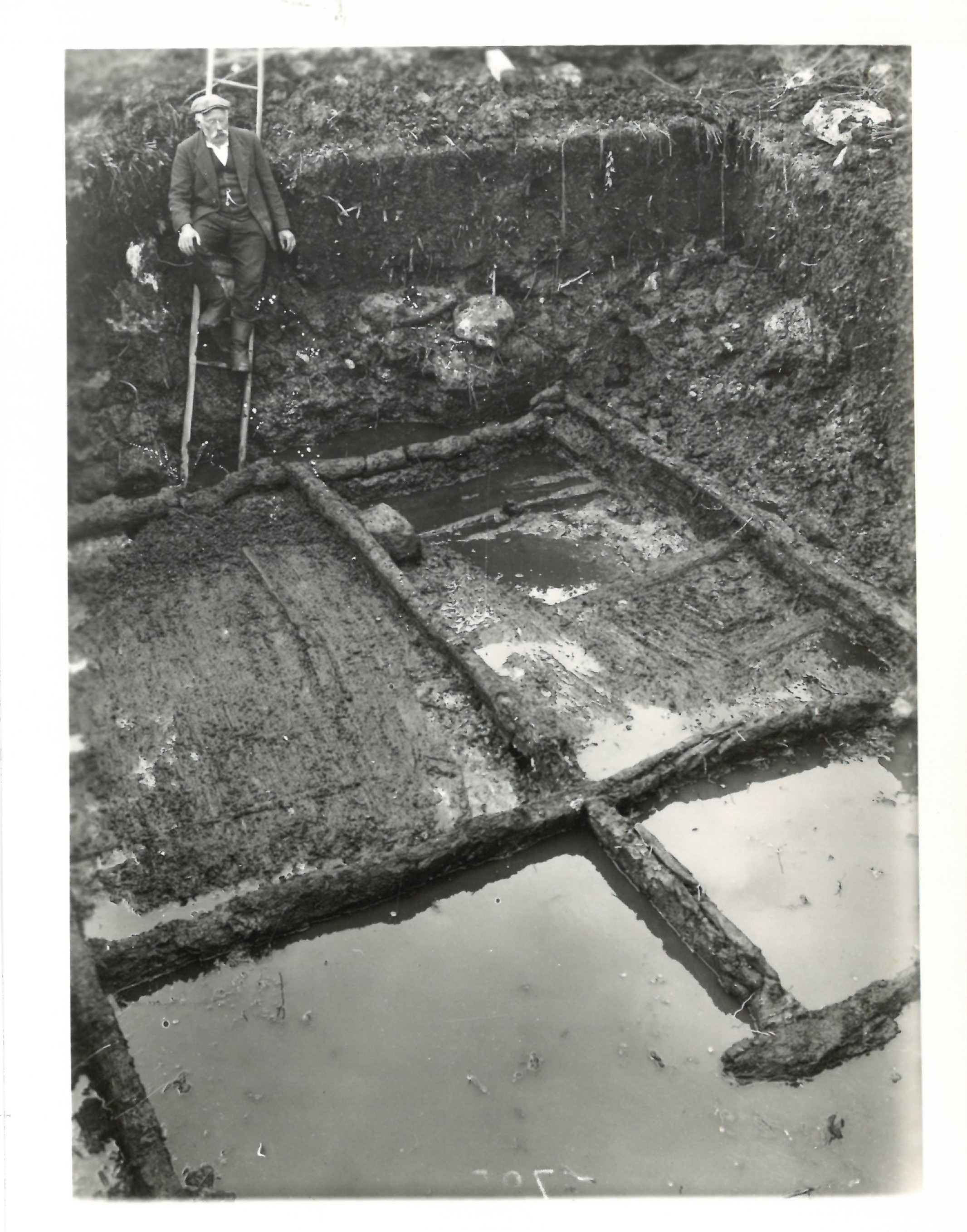
Seeufersiedlung Seengen–Riesi, Ausgrabung im September 1923

Im Moorreservat Riesi (auch Risle oder Rieslen genannt) stand in der Spätbronzezeit, etwa vom 11. bis zum 9. Jahrhundert vor Christus, eine Seeufersiedlung. Die Anlagen werden als Pfahlbau bezeichnet und wurden in der Fundstelle Seengen–Riesi entdeckt, der seit 2011 zum UNESCO-Welterbe «Prähistorische Pfahlbauten um die Alpen» gehört.
Auf dem Gebiet der Gemeinde Seengen standen während der Zeit des Römischen Reiches drei Gutshöfe. Der eine befand sich bei der heutigen Kirche und war im 1. und 2. Jahrhundert bewohnt, wie Funde von Terra Sigillata, Ziegelstempeln und Mosaikfragmenten ergaben. Die beiden anderen Gutshöfe (aus dem 2. und 3. Jahrhundert) befanden sich unmittelbar nebeneinander auf der Höhe des Marksteins und waren durch einen gepflasterten Boden miteinander verbunden. Bei Notgrabungen in Seengen entdeckte die Kantonsarchäologie Aargau 2021 eine römische Strasse und die älteste Siedlungsstelle des Kantons.

Luftansicht (1952)

Archäologische Funde weisen auf die nachfolgende Besiedlung durch die Alamannen hin. Die erste urkundliche Erwähnung von Seynga erfolgte im Jahr 893 in einem Zinsrodel des Fraumünsters in Zürich. Der Ortsname stammt vom althochdeutschen Seingun, was «bei den Siedlern am See(ufer)» bedeutet. Im späten 12. Jahrhundert liessen die Hallwyler am Aabach einen Wohnturm errichten, aus dem sich das Schloss Hallwyl entwickelte. Die Hallwyler waren damals ein einflussreiches Ministerialengeschlecht im Dienste der Grafen von Lenzburg, ab 1173 der Grafen von Kyburg. Nachdem diese ausgestorben waren, übernahmen die Habsburger im Jahr 1273 die Landesherrschaft und die Blutgerichtsbarkeit.
1415 eroberten die Eidgenossen den habsburgischen Aargau. Seengen gehörte nun zum Untertanengebiet der Stadt Bern, dem so genannten Berner Aargau, und war der Hauptort eines Gerichtsbezirks im Amt Lenzburg. In diesem übten die Herren von Hallwyl die niedere Gerichtsbarkeit und weitere Rechte aus. 1528 führt Bern die Reformation ein. Der 1346 erstmals erwähnte Eichhof, ein ehemaliger Steckhof, wurde vermutlich 1751 in das Gemeinwesen integriert. Die erste überlieferte Offnung (Dorfordnung) stammt aus dem Jahr 1462, das erste Schulhaus entstand 1686. Dominierend war die Landwirtschaft, auch Weinbau spielte eine grössere Rolle. Die Verarbeitung von Baumwolle in Heimarbeit brachte ab der Mitte des 18. Jahrhunderts zusätzliche Verdienstmöglichkeiten.
Nach dem Einmarsch der Franzosen in die Schweiz im März 1798 dankte die alte Regierung von Bern ab, und unter dem Druck der französischen Besatzung entstand die Helvetische Republik, die am 12. April 1798 in Aarau von den Delegierten der Kantone konstituiert wurde und bis 1803 Bestand hatte. Seengen gehört seither zum Kanton Aargau.
Die 1844 gegründete Kuranstalt im Schloss Brestenberg zog wohlhabende Gäste aus ganz Europa an. In der Landwirtschaft vollzog sich ein Wechsel vom traditionellen Getreidebau zur Milchwirtschaft. Im 19. Jahrhundert war vorübergehend die Strohflechterei von Bedeutung. Die wirtschaftliche Entwicklung stagnierte jedoch, da die 1883 eröffnete Seetalbahn weit abseits des Dorfes am westlichen Rand des Tals verläuft. Aus diesem Grund entwickelte sich die Industrie nur langsam. Mitte der 1970er Jahre begann jedoch eine rege Bautätigkeit, die eine Verdoppelung der Einwohnerzahl zur Folge hatte.

## Sehenswürdigkeiten

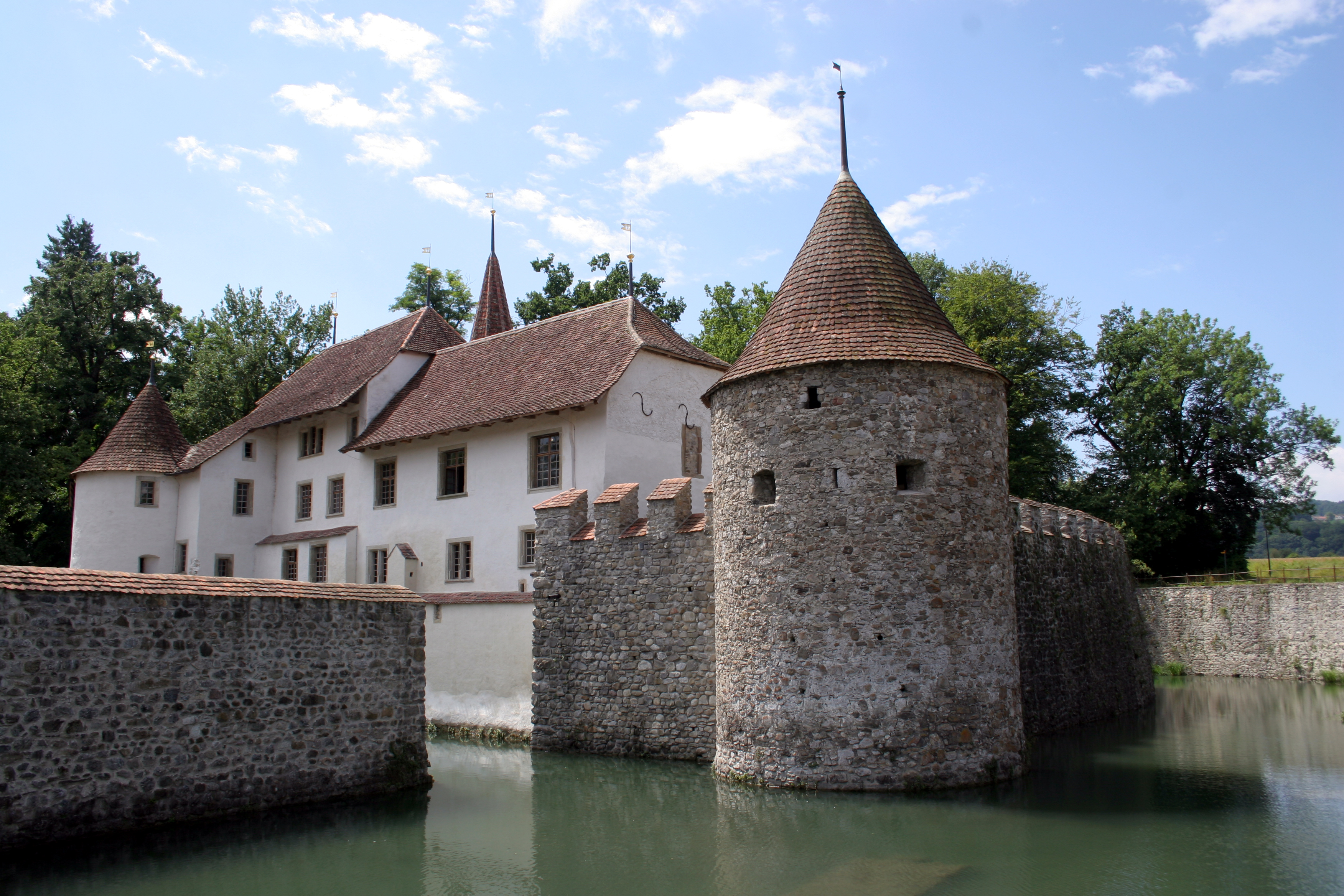
Schloss Hallwyl

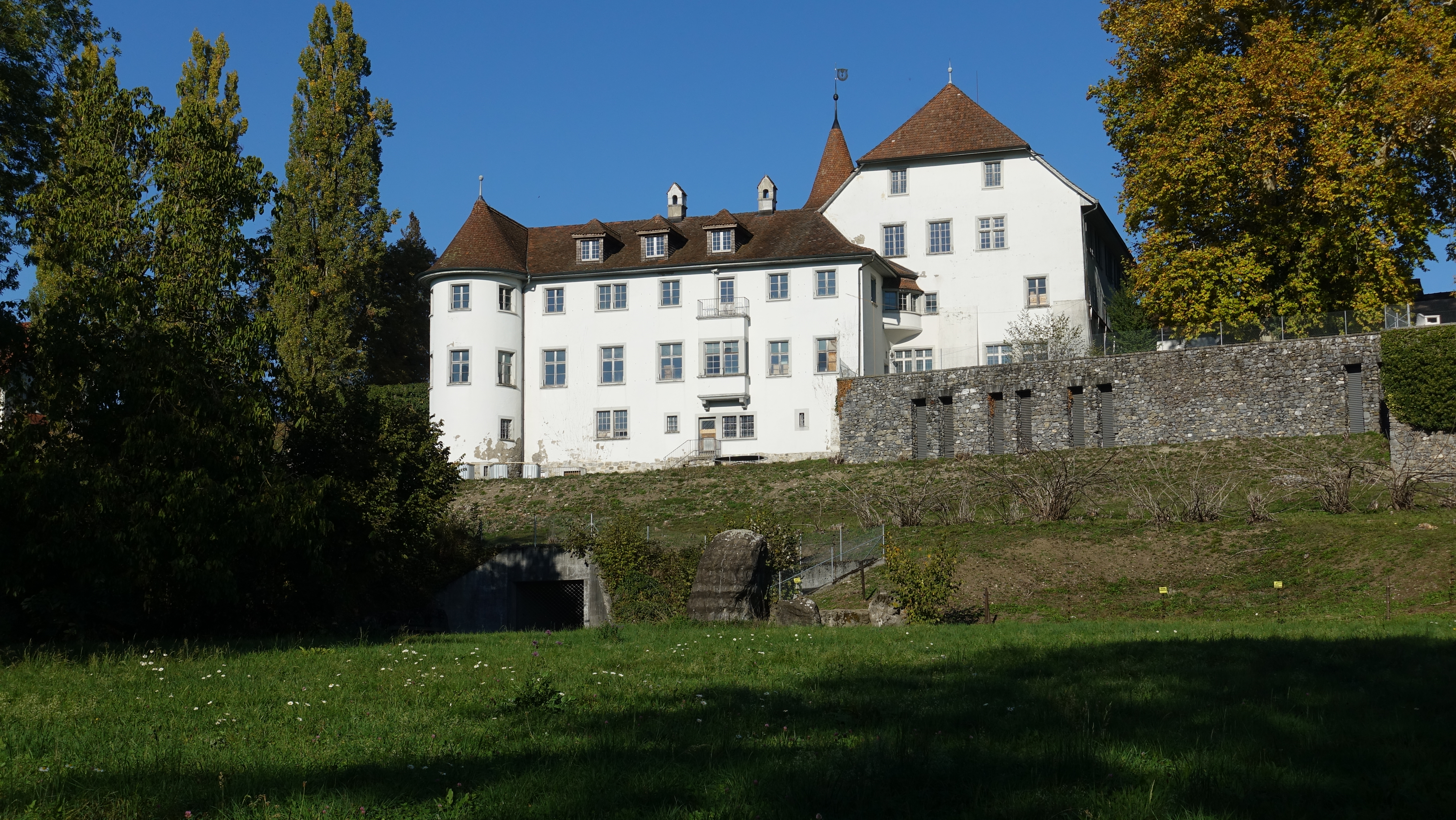
Schloss Brestenberg

Wahrzeichen von Seengen ist das Schloss Hallwyl. Der Stammsitz der Hallwyler ist eine der bedeutendsten Wasserburgen der Schweiz und liegt auf zwei künstlichen Inseln im Aabach, rund einen Kilometer westlich des Dorfzentrums. Nebenan befindet sich die Schlossmühle. Etwa einen Kilometer in südlicher Richtung steht das Schloss Brestenberg. Dabei handelt es sich um einen Landsitz der Hallwyler, der 1625 durch den Ausbau eines bereits im 16. Jahrhundert gebauten Hauses entstanden war. Im 19. Jahrhundert gab es dort eine in ganz Europa bekannte Wasserkuranstalt; heute ist das Schloss in Privatbesitz und nicht öffentlich zugänglich.
Die alte spätgotische Kirche von Seengen, die 1496 neu geweiht worden war, wurde mit der Zeit immer baufälliger und wurde 1825 abgerissen. Als Ersatz entstand 1820/21 ein Neubau im spätklassizistischen Stil. Baumeister war Kopp aus Beromünster, der zur selben Zeit eine fast baugleiche Kirche in Meisterschwanden errichtete. Der Innenraum ist oval, während die Aussenmauern ein gestrecktes Achteck bilden. Das Pfarrhaus wurde 1742 errichtet. Die ehemalige Untervogtei an der Kreuzgasse entstand um 1440 im Auftrag Rudolfs IV. von Hallwyl als Wohnturm. 1578 erfolgte unter Verwendung der älteren Mauern ein kompletter Umbau zu einem Treppengiebelhaus im spätgotischen Stil. Im Oberdorf befindet sich die 1774 erbaute Alte Schmitte. Sie wurde 1990 von der Gemeinde erworben und renoviert; heute dient sie als Museum für Wechselausstellungen mit regionalen Themen.

## Wappen
Die Blasonierung des Gemeindewappens lautet: «In Weiss rot bewehrter und gezungter schwarzer Adler.» Das Wappen entspricht jenem des erloschenen Ministerialengeschlechts der Herren von Seengen, welches erstmals 1340 in der Zürcher Wappenrolle abgebildet ist.

## Bevölkerung
Die Einwohnerzahlen entwickelten sich wie folgt:
| Jahr      | 1559    | 1798 | 1850 | 1900 | 1930 | 1950 | 1960 | 1970 | 1980 | 1990 | 2000 | 2010 | 2020 |
| Einwohner | ca. 330 | 1176 | 1528 | 1353 | 1288 | 1445 | 1447 | 1512 | 1643 | 2064 | 2526 | 3417 | 4122 |

Am 31. Dezember 2023 lebten 4411 Menschen in Seengen, der Ausländeranteil betrug 12,2 %. Bei der Volkszählung 2015 bezeichneten sich 47,4 % als reformiert und 20,9 % als römisch-katholisch; 31,7 % waren konfessionslos oder gehörten anderen Glaubensrichtungen an. 93,9 % gaben bei der Volkszählung 2000 Deutsch als ihre Hauptsprache an, je 1,0 % Albanisch und Italienisch sowie je 0,8 % Französisch und Serbokroatisch.

## Politik und Recht
Die Versammlung der Stimmberechtigten, die Gemeindeversammlung, übt die Legislativgewalt aus. Ausführende Behörde ist der fünfköpfige Gemeinderat. Er wird im Majorzverfahren vom Volk gewählt, seine Amtsdauer beträgt vier Jahre. Der Gemeinderat führt und repräsentiert die Gemeinde. Dazu vollzieht er die Beschlüsse der Gemeindeversammlung und die Aufgaben, die ihm vom Kanton zugeteilt wurden. Für Rechtsstreitigkeiten ist in erster Instanz das Bezirksgericht Lenzburg zuständig. Seengen gehört zum Friedensrichterkreis XII (Seon).

## Wirtschaft
In Seengen gibt es gemäss der im Jahr 2015 erhobenen Statistik der Unternehmensstruktur (STATENT) rund 1200 Arbeitsplätze, davon 7 % in der Landwirtschaft, 18 % in der Industrie und 75 % im Dienstleistungsbereich. Viele Erwerbstätige sind Wegpendler und arbeiten in der näheren Umgebung (hauptsächlich in Seon oder Lenzburg).
Seit 1763 besitzt das Dorf Marktrecht. Jeweils im Frühling und im Herbst findet der Vieh-, Landmaschinen- und Warenmarkt statt, allerdings werden Vieh und Landmaschinen seit den 1980er Jahren nicht mehr angeboten. Am ersten Wochenende des Dezembers findet in Seengen überdies jährlich ein Weihnachtsmarkt statt.
Von grosser Bedeutung ist seit jeher der Weinbau. Südlich des Dorfes, an den Hängen oberhalb des Hallwilersees, war im Jahr 2018 eine Fläche von 11,1 Hektaren mit Reben bestockt. Es werden ein Dutzend verschiedene Sorten angebaut, wobei Blauburgunder, Chardonnay, Merlot und Riesling × Sylvaner überwiegen.

## Verkehr
Seengen liegt an der Kantonsstrasse von Meisterschwanden nach Boniswil (Hauptstrasse 291), die beim Schloss Hallwil mit einer Bogenbrücke aus Mauerwerk und Beton den Aabach überquert und in Boniswil auf die Hauptstrasse 26 von Lenzburg über Hochdorf nach Luzern trifft. Die Kantonsstrasse 374 führt von Seengen nach Egliswil, die Kantonsstrasse 373 nach Sarmenstorf. Die Anbindung an das Netz des öffentlichen Verkehrs erfolgt durch zwei Buslinien der Gesellschaft Regionalbus Lenzburg, die vom Bahnhof Lenzburg aus über Seengen nach Bettwil bzw. Teufenthal führen. An Wochenenden verkehrt ein Nachtbus von Lenzburg über Seengen nach Sarmenstorf.
In der Nähe von Schloss Hallwil gibt es eine Anlegestelle der Schifffahrtsgesellschaft Hallwilersee.

## Bildung
Die Gemeinde verfügt über zwei Kindergärten und fünf Schulhäuser, in denen sämtliche Stufen der obligatorischen Volksschule unterrichtet werden (Primarschule, Realschule, Sekundarschule und Bezirksschule). Die nächstgelegenen Gymnasien sind die Alte Kantonsschule und die Neue Kantonsschule, beide in Aarau.

## Kultur
In Seengen werden mehrere Seetaler Winterbräuche gepflegt, darunter das Chlauschlöpfen.

## Persönlichkeiten
- Max Alphonse Erismann (1847–1923), Politiker
- Cédric Hächler (* 1993), Eishockeyspieler
- Johann Ludwig Nüscheler (1672–1737), Pfarrer und Antistes von Zürich
- Johann Ribi von Lenzburg († 1374), Bischof